# Death metal sueco
Death metal sueco é uma cena musical do death metal desenvolvida na Suécia. Muitas bandas de Death metal sueco são associadas com o movimento do death metal  melódico, dando ao Death metal sueco uma sonoridade diferente das outras variações do death metal. Ao contrário do death metal americano, as primeiras bandas suecas tiveram origem no punk rock. Apesar da Noruega ser conhecido por um grande numero de bandas de black metal, Gotemburgo na Suécia tem uma grande cena de death metal melódico, enquanto Estocolmo é conhecida por ser a casa do death metal old school.

## História
Ao contrário dos grupos americanos, os primeiros criadores da cena death metal sueca foram influenciados pelo punk rock, especialmente a cena D-beat e hardcore punk. Bathory, que posteriormente se tornaria uma influência primária para a cena black metal, era um grupo fundamental no metal extremo na Suécia. No início dos anos 1990, duas cenas de death metal surgiram em Gotemburgo e Estocolmo. A primeira onda de "death metal sueco" consistiu nas bandas Carnage, Morbid e Nihilist, que se fragmentaram mais tarde em Entombed, Dismember e Unleashed. Muitas dessas bandas usavam o tom de guitarra "buzzsaw" da marca Tomas Skogsberg/Sunlight Studios. Foi criado usando guitarras elétricas desafinadas (geralmente C# padrão ou inferior), um pedal Boss HM-2 Heavy Metal no máximo, às vezes em combinação com uma única guitarra através de um pedal Boss DS-1 Distortion. O originador deste som de guitarra foi o guitarrista da banda Nihilist Leffe Cuzner, embora tenha evoluído e alterado ao longo dos anos. As bandas mais novas tocando no estilo sueco como "old school" incluem Bloodbath, Paganizer e Repugnant. De acordo com Stewart Mason do AllMusic, o estilo "cada vez mais melódico" do death metal sueco combina a agressão post-hardcore e os vocais guturais do black metal com linhas de guitarra melódicas e tecnicamente conhecidas.

### Gothenburg metal
Mais tarde, bandas suecas e finlandesas usaram riffs baseados em grindcore e começaram a adicionar influências de rock progressivo e a cena mudou de Estocolmo para Gotemburgo. O som de Gotemburgo, (também conhecido como "death metal melódico", "death metal melódico de Gotemburgo" e "melodeath"), impulsionado pelo pedal de efeito de distorção Boss HM-2 Heavy Metal com gravações mais limpas e fundido com nova onda de linhas de guitarra de heavy metal britânico, foi pioneiro por bandas como At the Gates, Dark Tranquility e In Flames para seus respectivos álbuns: Slaughter of the Soul, The Gallery e The Jester Race. Outros grupos que surgiram da cena death metal sueca incluem Scar Symmetry, Hypocrisy, Tiamat, Arch Enemy, Soilwork, Meshuggah, Amon Amarth, Edge of Sanity, Opeth, Desultory, Cemetary, Avatar, The Haunted, e Dark Tranquillity.

## Influência
A cena death metal na Suécia influenciou muitas bandas e gêneros fora da Suécia. Stewart Mason notou essa popularidade nos Estados Unidos, usando o termo "Swedecore" para descrever o metal de estilo escandinavo tocado por bandas não nórdicas. O som de Estocolmo é conhecido por ser muito influenciado pelo primeiro álbum do Entombed e por bandas como Autopsy, Death e Repulsion. O som de Estocolmo tem menos recepção, mas é seguido estritamente por bandas como Trap Them e Rotten Sound. O death metal melódico, por outro lado, teve uma influência notável no som metalcore melódico dos anos 2000.